# نجوی غانم
نجوی غانم (زاده ۱۹۵۸) یا نجوی بن لادن ویا ام‌عبدالله همسر اول و دختردایی اسامه بن لادن است.

## زندگی‌نامه
او در سال ۱۹۵۰ در لاذقیه، سوریه متولد شد و در سال ۱۹۷۴ در سن هفده سالگی با اسامه ازدواج کرد. کامرن بن لادن که او را در دهه ۱۹۷۰ دیده بود او را اینگونه توصیف کرده‌است: 
 خجالتی، مطیع، بسیار مذهبی و همیشه باردار.
او به همراه اسامه به افغانستان و سودان سفر کرد. به گفتهٔ ابو جندل یکی از اعضای گروهک القاعده، نجوا قبل از حادثه ۱۱ سپتامبر، افغانستان را ترک کرده‌بود. به گفتهٔ یکی از اعضای خانواده نجوی، مادر نجوی به علت حمله قلبی بر اثر شنیدن خبر کشته شدن اسامه، درگذشت.